# 2 Baza Materiałowo-Techniczna

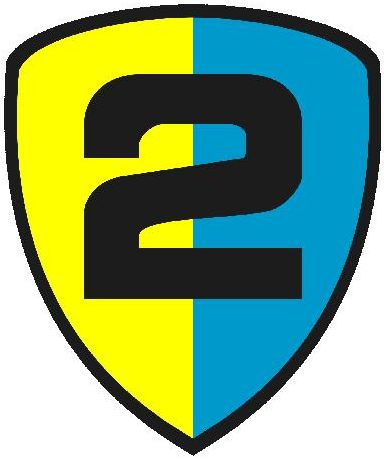
Oznaka rozpoznawcza

2 Baza Materiałowo-Techniczna (2 BMT) – jednostka logistyczna Wojska Polskiego. 31 grudnia 2011 baza została rozformowana.
Jednostkę utworzono ją na podstawie rozkazu Dowódcy WLOP nr 77 z dnia 15 grudnia 1997 na bazie rozformowanych:
- 5 Bazy Techniki Lotniczej – Kutno;
- 7 Składnicy Sprzętu Łączności i Ubezpieczenia Lotów – Łowicz;
- 7 Składnicy Sprzętu i Materiałów Lotniczych – Tomaszów Mazowiecki.

## Tradycje
Decyzją Nr 276/MON Ministra Obrony Narodowej z dnia 10 sierpnia 2009 ustalono, że 2 Baza Materiałowo-Techniczna przejmuje i z honorem kultywuje dziedzictwo tradycji 37 Łęczyckiego pułku piechoty im. ks. Józefa Poniatowskiego (1918-1939).
Tą samą decyzją wprowadzono odznakę pamiątkową Bazy.

## Struktura
- komenda
- Skład Materiałowy Kutno
- Skład Materiałowy Wojnowo
- Skład Materiałowy Życzyn
- 2 Polowe Warsztaty Lotnicze – Radom
- 49  Polowe Warsztaty Lotnicze – Bydgoszcz
- Centralne Warsztaty Uzbrojenia i Elektroniki Lotniczej – Nowy Dwór Mazowiecki
- 17 Ruchome Warsztaty Techniczne – Poznań

## Dowódcy
- płk mgr inż. Roman Musiał – 1998 – 24 stycznia 2006
- płk dr inż. Grzegorz Lisowski – 24 stycznia 2006 – 31 grudnia 2011